# David Thorne (Offizier)
Sir David Calthrop Thorne, KBE, CVO (* 13. Dezember 1933 in Hertford, Hertfordshire; † 23. April 2000 in Framlingham, Suffolk) war ein britischer Offizier der British Army, der als Generalmajor unter anderem zwischen 1983 und 1985 Kommandeur der in Verden an der Aller stationierten 1. Panzerdivision (General Officer Commanding, 1st Armoured Division) war. Im Ruhestand engagierte er sich von 1989 bis 1997 als Generaldirektor der Royal Commonwealth Society.

## Leben

### Offiziersausbildung, Offizier und Stabsoffizier
David Calthrop Thorne wurde als eineiiger Zwillingssohn von Richard Everard Thorne, einem hochrangigen Polizisten im Kolonialdienst in Tanganjika, und dessen Ehefrau Audrey Ursula Bone, geboren. Sein Zwillingsbruder Michael Thorne war ebenfalls Offizier und unter anderem zwischen 1973 und 1975 als Oberstleutnant Kommandeur des 2nd Battalion, Royal Anglian Regiment. Sechs Monate nach der Geburt kehrte seine Mutter mit den Zwillingsbrüdern zu ihrem Mann auf dessen Posten in Tanganjika zurück, wo diese bis 1939 in Arusha im Norden von Tanganjika aufwuchsen. Zu Beginn des Zweiten Weltkrieges Thornes Mutter mit den beiden Söhnen 1939 nach England zurück und zog diese mit finanzieller Hilfe des Großvaters, Major F. G. Thorne, ein Großaktionär der Brauerei Thorne Brothers in Nine Elms, auf. Nachdem Unterricht durch eine Gouvernante besuchte er die Hydeney House Preparatory School, die während des Zweiten Weltkriegs von Hastings nach Beaworthy in Devon evakuiert wurde. Der Sohn des Schulleiters war Flight Lieutenant David Maltby, einer von zwei „Dambuster“-Piloten, deren Rollbomben die Möhnetalsperre trafen. Als häufiger Besucher der Schule wurde er von den Schülern sehr bewundert. Er besuchte anschließend die St. Edwards School in Oxford, wo der Anführer der Operation Chastise auf die Möhnetalsperre, Wing Commander Guy Gibson, Schüler gewesen war.
Nach Abschluss der Schulausbildung begann Thorne 1952 eine Offiziersausbildung an der Royal Military Academy Sandhurst (RMAS) und wurde nach deren Abschluss 1954 als Leutnant (Second Lieutenant) in das Linieninfanterieregiment Royal Norfolk Regiment übernommen, in dem bereits sein Großvater und sein Onkel Oberstleutnant Gordon Thorne gedient hatten. Während des Zypernkonflikts nahm er an der Anti-Terror-Kampagne gegen die Nationale Organisation zypriotischer Kämpfer EOKA (Εθνική Οργάνωσις Κυπρίων Αγωνιστών) in Zypern teil und daraufhin Adjutant (Aide-de-camp) von Generalmajor Richard Elton Goodwin, Kommandeur der 49. Division (General Officer Commanding, 49th North Midlands and West Riding Division) sowie des zur Territorialarmee gehörenden Militärbezirk North Midlands. Daraufhin folgte eine Verwendung als Adjutant des 4. Bataillons des Royal Norfolk Regiment, ehe er nach weiteren Funktionen als Offizier und Stabsoffizier zwischen 1968 und 1970 im Verteidigungsministerium (Ministry of Defence) Referent für Verteidigungsnachrichtendienste war. Er war im Anschluss von 1970 bis 1972 Ausbilder am Royal Air Force Staff College Bracknell und fungierte im Anschluss von Juni 1972 bis Januar 1975 als Kommandeur des 1. Bataillons des 1964 entstandenen Infanterieregiments Royal Anglian Regiment. Danach war er von Januar 1975 bis Dezember 1977 als Oberst (Colonel) im Heeresstab tätig und erhielt 1975 das Offizierskreuz des Order of the British Empire (OBE).

### Aufstieg zum Generalmajor

#### Nordirlandkonflikt
Im Dezember 1977 wurde David C. Thorne als Brigadegeneral (Brigadier) im Zuge der Operation Banner während des Nordirlandkonflikts Kommandeur der in Nordirland stationierten 3. Infanteriebrigade (Commanding, 3rd Brigade) und verblieb auf diesem Posten bis Ende 1979. Für seine Verdienste wurde er 1979 Commander des Order of the British Empire (CBE).
Zu dieser war die offizielle und politische Wahrnehmung hinsichtlich der Bedrohung durch die Provisional Irish Republican Army gering, während er argumentierte, dass diese Wahrnehmung zu optimistisch und die Sicherheit gefährdet sei. Eine Bestätigung seiner Einschätzung zur Sicherheitslage erhielt er am 27. August 1979, als der ehemalige Chef des Verteidigungsstabes Flottenadmiral Louis Mountbatten, 1. Earl Mountbatten of Burma durch eine Bootsbombe in Donegal getötet wurde und achtzehn Soldaten, darunter Oberstleutnant David Blair, Kommandeur des 1. Bataillons des Infanterieregiments Queen’s Own Highlanders (Seaforth and Camerons) beim Anschlag von Warrenpoint bei zwei Explosionen starben. Thorne erreichte die letzte Szene kurz nach den Explosionen. Ihm wurde eine Epaulette gereicht, alles, was die Explosionen von Blair hinterlassen hatten. Bald darauf informierte er Premierministerin Margaret Thatcher über die Katastrophe. Es gibt zwei Versionen der Worte, die Thorne bei dem Briefing gegenüber Thatcher verwendete. Laut einer – weit verbreitet und bei Thornes Gedenkgottesdienst zitiert – überreichte er der Premierministerin die Epaulette und sagte: „Madam, das ist alles, was ich von einem sehr tapferen Offizier, David Blair, übrig habe.“ (‚Madam, this is all I have left of a very brave officer, David Blair.‘) In einer unveröffentlichten Abhandlung schrieb Thorne selbst, er habe ihr gesagt: „17 tot, und das sollten Sie haben“, und fügte hinzu, an diesem Punkt legte ich David Blairs Epaulette neben sie auf den Tisch. Am Ende des Briefings sagte er: „Ich möchte jetzt kurz auf den menschlichen Faktor zurückkommen. David Blair hat einen Sohn… Ich habe einen Sohn…“ (‚I would now like briefly to come back to the human factor. David Blair has a son … I have a son …‘).

#### Kommandeur der Truppen auf den Falklandinseln
Im Januar 1981 wurde Thorne im Alter von nur siebenundvierzig Jahren zum Generalmajor (Major-General) befördert. Er war damit der jüngste Generalmajor des Heeres und der erste Offizier, der von Premierministerin Thatcher in diesen Dienstgrad befördert wurde. Im Anschluss wurde er im Januar 1981 stellvertretender Generalquartiermeister (Vice-Quartermaster-General) und war als solcher bis Juli 1982 maßgeblich verantwortlich für die logistische Unterstützung während des Falklandkrieges (2. April 1982 bis 20. Juni 1982). Dies erforderte, dass die Task Force innerhalb weniger Tage ausgerüstet, entsandt und dann über eine 8000 Seemeilen (ca. 14.816 Kilometer) lange Versorgung aufrechterhalten werden musste. Nach Beendigung des Krieges übernahm er im Juli 1982 als erster den Posten als Kommandeur der britischen Truppen auf den Falklandinseln und den Südatlantischen Inseln (Commander, British Forces, Falkland/South Atlantic Islands), zu denen auch das Britische Überseegebiet Südgeorgien und die Südlichen Sandwichinseln und die Südlichen Orkneyinseln gehören. Er behielt diesen Posten bis April 1983 und wurde daraufhin von Generalmajor Keith Spacie abgelöst. Diese Funktion war ebenfalls mit extremem logistischem und anderem Druck verbunden, da tausende Soldaten der britischen Truppen vor dem Winter Unterkünfte benötigten, 2.000 traumatisierte Inselbewohner beruhigt werden mussten und die anfänglich unzureichende Verteidigung von zwei im Bau befindlichen Radarstationen auf Bergspitzen musste vor Argentinien verborgen werden mussten. Von den Angehörigen seiner Truppen erhielt er wegen seiner Energie und Allgegenwärtigkeit den Spitznamen „Jumping Bean“. Im Frühjahr 1983 stand er in der Nähe des Gipfels des Mount Kent auf Ostfalkland, um die Hauptradarstation in Betrieb zu nehmen, nachdem sie trotz heftiger Winde pünktlich fertiggestellt worden war.
Nach seiner Rückkehr von den Falklandinseln im April 1983 wurde David Thorne am 11. Juni 1983 zum Knight Commander des militärischen Zweiges des Order of the British Empire (KBE (Mil)) geschlagen, so dass er fortan den Namenszusatz „Sir“ führte.

#### Kommandeur der 1.Panzerdivision und Direktor für Infanterie
Im November 1983 wurde Generalmajor Sir David Thorne Nachfolger von Generalmajor Brian Kenny als Kommandeur der in Verden an der Aller stationierten und zur Britischen Rheinarmee gehörenden 1. Panzerdivision (General Officer Commanding, 1st Armoured Division) ab. Er verblieb auf diesem Posten bis November 1985 und wurde daraufhin von Generalmajor Anthony Mullens abgelöst. Danach wurde er im Februar 1986 Direktor für Infanterie im Heeresstab (Director of Infantry) und bekleidete diese Funktion bis Mai 1988.
Im darauf folgenden Ruhestand engagierte er sich von 1989 bis 1997 als Generaldirektor der Royal Commonwealth Society. Zugleich war er von 1998 bis zu seinem Tode 2000 Projektdirektor des National Skills Festival 2000. Er führte seine Aufgaben anfangs fast im Alleingang aus und sammelte 10 Millionen Pfund Sterling. 1995 für seine Verdienste um das Commonwealth of Nations auch zum Companion des Royal Victorian Order (CVO) ernannt. Wie sein Großvater, der das Amt 1936 bekleidete, war er des Weiteren zwischen 1993 und 1995 Präsident des Norfolk County Cricket Club.
Aus seiner am 3. März 1962 geschlossenen Ehe mit Susan Anne Goldsmith, Tochter des Geschäftsmanns Edward Eaton Goldsmith, gingen drei Kinder Georgina, Laura und Edward. Edward Thorne wurde ebenfalls Offizier, war wie sein Vater als Oberstleutnant von 2003 bis 2005 Kommandeur des 1st Battalion, Royal Anglian Regiment und wurde 2002 mit dem Military Cross (MC) ausgezeichnet. Er verstarb an den Folgen einer Krebserkrankung.